# Pedro Díaz de Vivar y González de Buendía
Pedro Díaz de Vivar y González de Buendía fue un militar y funcionario español que sirvió en el Virreinato del Río de la Plata.

## Biografía
Nació en la villa de Fuensalida, Reino de Castilla, España, el 9 de octubre de 1740, hijo de Lucas Díaz de Vivar y de María González. Era por tanto considerado descendiente del Cid Campeador.
Trasladado al Río de la Plata, sirvió como soldado del Batallón de Milicias de Infantería de Buenos Aires desde el 20 de junio de 1761.
El 6 de octubre de 1766 casó con Josefa Salinas Valdés y Barrancos con quien tuvo dos hijos, María Francisca Javiera y Julián  Mario Vicente Díaz de Vivar Salinas.
En junio de 1772 era alférez del Regimiento Milicias de Caballería de Buenos Aires. Dos años después fue promovido a teniente, en marzo de 1780 a ayudante mayor, y el 17 de febrero de 1781 al grado de capitán.
En 1777, tras la segunda expedición de Cevallos a Río Grande fue comisionado para conducir a 73 prisioneros de guerra  portugueses y diez familias al pueblo de Pergamino y a la Punta de San Luis.
En 1783, al mando de 200 hombres de milicias de caballería, realizó una expedición hasta la frontera de la villa de Luján para auxiliar a las fuerzas que en la campaña luchaban contra una invasión de indios pampas.
En su foja de servicio el inspector Tomás de Rocamora señala que era de «mucha aplicación, de conducta y amor al servicio».
En 1782 fue nombrado Alcalde de Buenos Aires y Conciliario del Real Consulado de Comercio, y en 1794 fue designado director de la Casa de Niños Expósitos y de la Real Imprenta de Niños Expósitos.
El 14 de mayo de 1799 fue promovido por el Virrey Rafael de Sobremonte a 2.º comandante y teniente coronel de las milicias de caballería.
En 1801, a resultas del nuevo Reglamento de milicias disciplinadas fue nombrado comandante del 2.º Regimiento de Voluntarios de Caballería de Buenos Aires. Pese a su avanzada edad tomó parte en la defensa de la ciudad de Buenos Aires durante la invasión británica al Río de la Plata de 1806.
Por sus servicios, se hizo acreedor a varias leguas de tierras situadas en los actuales partidos de Luján, Mercedes y en la Provincia de San Luis con que lo premió la Corona de España.
Fue invitado al Cabildo Abierto del 22 de mayo de 1810, pero no se presentó. Se conserva la invitación extendida a su nombre con la leyenda manuscrita que lo explica: «Por aver llovido el 22/no fui al cavildo, teme/roso de la humedad, y/ frío. Fui con mi hijo/ Marco el 23 a las 9 ½ de/ la manana [sic], pasamos/...el/ hermano del Aguacil/Mayor Mancilla, y nos/respondió el Exmo. Cavil-/do que ya era tarde, porque/estaba cerrada el acta».
Luego de la Revolución de Mayo, vivió retirado de la vida pública, disconforme con el nuevo orden de cosas. Murió en la ciudad de Buenos Aires en 1820.
Su hija Francisca Díaz de Vivar y Salinas-Valdés casó con Ventura Miguel Marcó del Pont y Angel
Síndico del Consulado de Comercio de Buenos Aires, síndico procurador del Cabildo de Buenos Aires, alférez real y capitán de Milicias Urbanas.
Joaquín Díaz de Vivar, fue embajador y legislador, vicepresidente de la Legislatura de la provincia de Corrientes, vicepresidente de la Cámara de Diputados de la Nación Argentina entre 1947 y 1955 y convencional constituyente (1949).
Uno de sus descendientes, Mario Felipe Diaz fue el encargado y jefe de montaje de la planta de molienda de cemento del Gigante. Localización La Calera Departamento Belgrano Provincia de San Luis
(Fuente: CEMBUREAU 2002- Actualización de la Empresa).
En la obra de Carlos Calvo, titulada: "Nobiliario del Antiguo Virreynato del Río de la Plata", Editorial: La Facultad, impreso en la Ciudad: Buenos Aires en Fecha: 1936 – 1943, el autor blasona las armas de Díaz de Vivar como sigue: "De gules un árbol de sinople arrancado y fileteado de oro y un león de éste metal pasante a su tronco. Bordura de plata y en letras de gules el lema: "AVE MARÍA GRATIA PLENA DOMINUS TECUM.".